# 克雷布斯巴赫河 (金茨河支流)
48°3′0″N 10°17′31″E / 48.05000°N 10.29194°E
克雷布斯巴赫河（德語：Krebsbach），是德國的河流，位於該國東南部，由巴伐利亞負責管轄，屬於金茨河的左支流，河道全長18.1公里，發源自伯恩，流經下阿爾高縣。